# Ilkaschewo

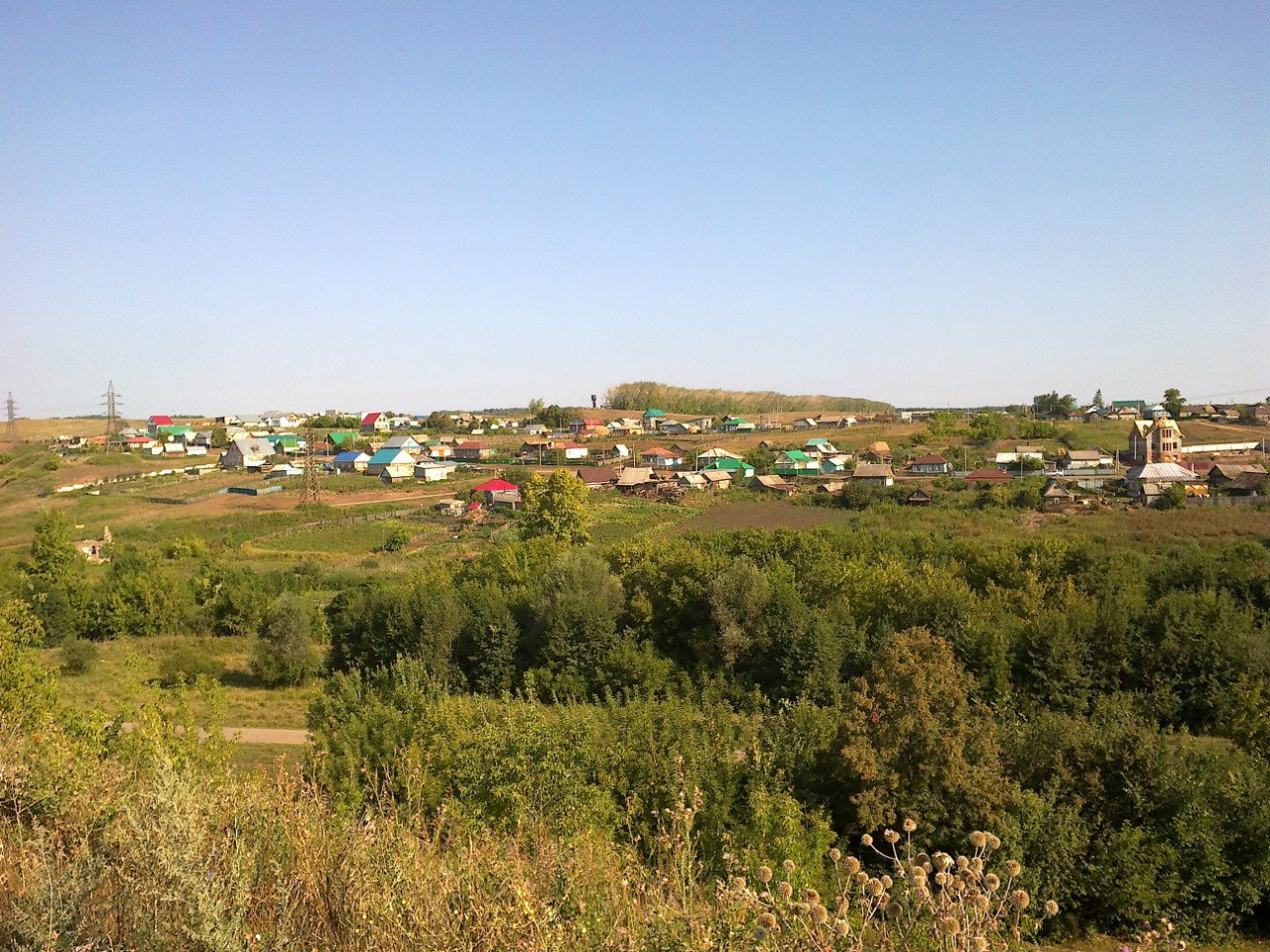
Ilkaschewo

Ilkaschewo (baschkirisch Илкәш, russisch Илька́шево) ist ein Dorf (derewnja) in Baschkortostan (Russland) mit 210 Einwohnern (Stand 2010). Es liegt im Alkinski selsowet.

## Geographie
Der Ort liegt im Tschischminski rajon, 4 Kilometer bzw. 5 Straßenkilometer vom Verwaltungssitz des Rajons, Tschischmy, entfernt, das damit die nächstgelegene Ortschaft ist. Das Verwaltungszentrum des selsowets, Usytamak, liegt in 10 Kilometern Abstand von Sawodjanka. Die nächste Bahnstation liegt in Tschischmy. Das Dorf liegt am Fluss Kalmaschka.

## Geschichte
Das Dorf wurde in der 2. Hälfte des 18. Jahrhunderts unter dem Namen Sart-Chassjanowo gegründet. 1795 lebten in Sart-Chassjanowo 36 Menschen in 10 Haushalten. Bis 1865 wuchs die Bevölkerung auf 196 Menschen in 39 Haushalten. Im Dorf gab es damals eine Moschee und eine Wassermühle. 1930 wurde die Landwirtschaft kollektiviert. Seit den 1950er Jahren heißt das Dorf Ilkaschewo.

## Bevölkerung
Im Jahr 2010 lebten 91 Menschen im Dorf, die meisten davon (47 %) Russen und Ukrainer (46 %).
| Jahr | Einwohner |
| ---- | --------- |
| 1795 | 035       |
| 1906 | 367       |
| 1920 | 514       |
| 1939 | 490       |
| 1959 | 373       |
| 1989 | 227       |
| 2002 | 215       |
| 2009 | 266       |
| 2010 | 210       |